# Beierolpium incrassatum
Beierolpium incrassatum es una especie de Arachnida del género Beierolpium, de la familia Olpiidae, del orden de los pseudoscorpiones. Es un pseudoescorpión pequeño, el macho mide 2 mm y la hembra mide 2,4 mm.

## Distribución
Beierolpium incrassatum Esta especie es endémica de la Provincia de KwaZulu-Natal en Sudáfrica. Se ha descrito en el sector del río Boesmans.

## Descripción
Fue descrita con una caparazón más larga que ancho, en los machos con la zona basal estrecha y desclerotizada. Tiene los ojos muy juntos, los ojos frontales tienen su diámetro alejado del borde frontal, los ojos posteriores son más pequeños. El abdomen es alargado, con tergitos marrones, los anteriores en el macho están algo menos esclerotizados, los posteriores no oscurecidos. Los palpos se ven muy compactos, lisos. El fémur abruptamente acechado a ambos lados. 
Tiene gran parecido a Calocheiridius rhodesiacus, pero se distingue de él por los palpos aún más compactos, pero dedos de tijera relativamente más largos, que son al menos tan largos como la mano sin tallo, caparazón más corto y de mayor tamaño.

## Taxonomía
B. incrassatum fue descrita científicamente por Max Beier en 1964. Esta especie fue descrita bajo el basónimo Calocheiridius incrassatus por Beier en 1964. Beier la colocó en el género Xenolpium en 1965 y luego puesta en el género Beierolpium por la aracnóloga francesa Jacqueline Heurtault en 1982.